# حنان النيل
حنان صلاح الدين محمد المعروفة ب (حنان النيل) هي مغنية سودانية تعاني من إعاقة بصرية. اشتهرت بشكل خاص بالموسيقى التقليدية والشعبية السودانية. تشتهر أعمالها بتمثيلها الأصيل للثقافة والتراث السوداني، وغالبًا ما تتميز بالعود. إعتزلت الغناء في عام 2003 لأسباب عقدية. ومن أبرز أعمالها أغنية "يا مرسل" التي تبرز قدرتها على مزج الألحان التقليدية مع المواضيع المعاصرة.

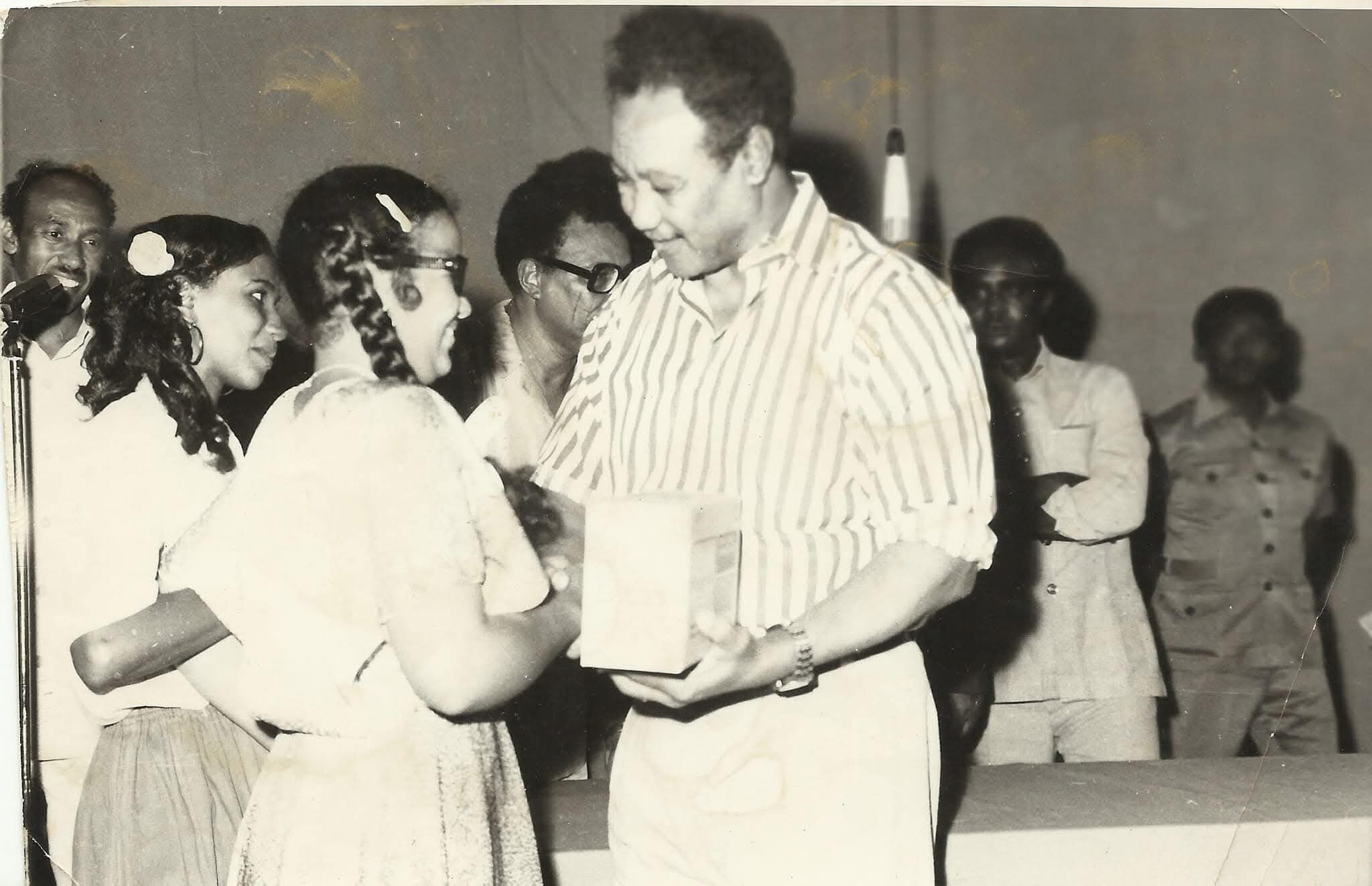
رئيس الجمهورية المشير جعفر محمد نميري يكرم الفنانة حنان النيل في الدورة المدرسية لعام 1981

وهي من مدينة الدامر عاصمة ولاية نهر النيل، وُلدت في مربع 2 بجوار منزل العلامة الأستاذ عبد الله الطيب.